# 伊弗茨海姆
伊弗茨海姆是德国巴登-符腾堡州的一个市镇。总面积19.92平方公里，总人口4905人，其中男性2450人，女性2455人（2011年12月31日），人口密度246人/平方公里。